# (32766) Voskresenskoe
1982 UY7 (asteroide 32766) é um asteroide da cintura principal. Possui uma excentricidade de 0.26704640 e uma inclinação de 5.54681º.
Este asteroide foi descoberto no dia 21 de outubro de 1982 por Lyudmila Vasil'evna Zhuravleva em Naučnyj.